# Gracula ptilogenys
El miná cingalés (Gracula ptilogenys) es una especie de ave passeriforme de la familia Sturnidae endémica de Sri Lanka.
Esta ave se encuentra normalmente en bosques y cultivos. El miná de Sri Lanka construye sus nidos en un agujero de un árbol y la puesta normal es de dos huevos.
La longitud media es de 25cm y el plumaje es negro con un brillo verdoso, teñido de morado en la cabeza y cuello. Posee manchas blancas en las alas, que son evidentes durante el vuelo. Las patas, fuertes, son amarillas. En la nuca, también amarillas, luce dos carúnculas.
La diferente forma y disposición de las carúnculas, así como el pico fuertemente rojo-anaranjado distingue a esta especie de Gracula  indica, también llamada Gracula  religiosa indica. No existe marcada diferencia entre sexos, si bien los juveniles tienen un pico más apagado.
Como muchos otros miembros de la familia Sturnidae, el miná de Sri Lanka es fundamentalmente omnívoro, ya que su alimentación se basa en fruta, néctar e insectos.

## En la cultura
En Sri Lanka este pájaro es conocido por muchos nombres, como Sela lihiniya, Mal kawadiya y Kampatiya, en idioma cingalés. El nombre Sela Lihiniya es comúnmente mencionado en poemas y literatura, normalmente por su canto. Esta ave aparece en el sello de 10 rupias de Sri Lanka.